# National Security Agency
« NSA » redirige ici. Pour les autres significations, voir NSA (homonymie).
La National Security Agency (NSA, « Agence nationale de la sécurité ») est un organisme gouvernemental du département de la Défense des États-Unis, responsable du renseignement d'origine électromagnétique et de la sécurité des systèmes d'information du gouvernement américain.
Le Central Security Service (CSS) est une agence établie dans les mêmes bureaux que la NSA et créée dans le but de coordonner les efforts des sections de cryptographie de la NSA et de l'armée des États-Unis.

## Missions
La NSA/CSS est chargée de diriger les activités de cryptologie du gouvernement américain. La cryptologie, selon sa définition, comprend deux missions principales :
- Signals Intelligence (SIGINT), c'est-à-dire le renseignement d'origine électromagnétique ;
- Information Assurance (IA), la sécurité des systèmes de communications et de traitement des données.

Par ailleurs elle rend techniquement possibles les Computer Network Operations (CNO), c'est-à-dire les opérations d'attaque, de défense et de renseignement menées sur les réseaux informatiques.
En pratique, la NSA est le seul collecteur et traiteur de Communications Intelligence (COMINT, renseignement venant de l'interception de communications), le principal (mais pas le seul) traitant de Foreign instrumentation signals intelligence (en) (FISINT), et coordonne le programme d'Electronic Intelligence (ELINT) depuis 1958. La NSA est également chargée depuis les années 1980 de la formation des services du gouvernement à l'Operations Security (OPSEC).
La NSA dirige l'US Cryptologic System (USCS) qui englobe les entités du gouvernement américain chargées du SIGINT et de l'IA. En plus de la NSA, l'USCS comprend les Service Cryptologic Components (SCC, « composants cryptologiques des services », c'est-à-dire les éléments chargés du SIGINT des forces armées des États-Unis) et des milliers de personnes chargées du SIGINT dans divers commandements et unités militaires de par le monde. La NSA contrôle aussi les opérations de SIGINT de la Central Intelligence Agency (CIA) et notamment leur service conjoint de collecte clandestine de renseignement, le Special Collection Service (SCS).

## Histoire

### Origine
Au cours de la Seconde Guerre mondiale, le renseignement d'origine électromagnétique (Communications Intelligence ou COMINT) joua un rôle important dans la conduite de la guerre par les États-Unis. Les « éléments cryptologiques des services » (éléments des forces armées des États-Unis chargés de l'écoute et du décryptage des communications ennemies) de l'US Army et de l'US Navy remportèrent, en coopération avec leurs homologues britanniques, de nombreux succès contre les communications japonaises et allemandes dans les opérations Magic et Ultra. Combinés à la radiogoniométrie (direction finding ou DF), l'analyse de trafic et l'exploitation du texte diffusé en clair (non chiffré), le COMINT fournit énormément de renseignements.
De la guerre dériva une certaine culture marquée par :
- l'importance du COMINT
- la nécessité de maintenir le secret à son sujet pour que l'ennemi ne sache pas que ses codes étaient décryptés et continue à les utiliser ; cela conduisit à limiter sévèrement la circulation des informations issues du COMINT, au risque d'en tenir à l'écart ceux en ayant besoin[7],[note 3]
- le besoin de concentrer d'importantes ressources humaines et matérielles pour attaquer des systèmes de chiffrement complexes ; les États-Unis et le Royaume-Uni avaient collaboré efficacement contre Enigma, mais la rivalité entre l'Army et la Navy avait conduit à une répartition séparée des tâches entre les deux services.

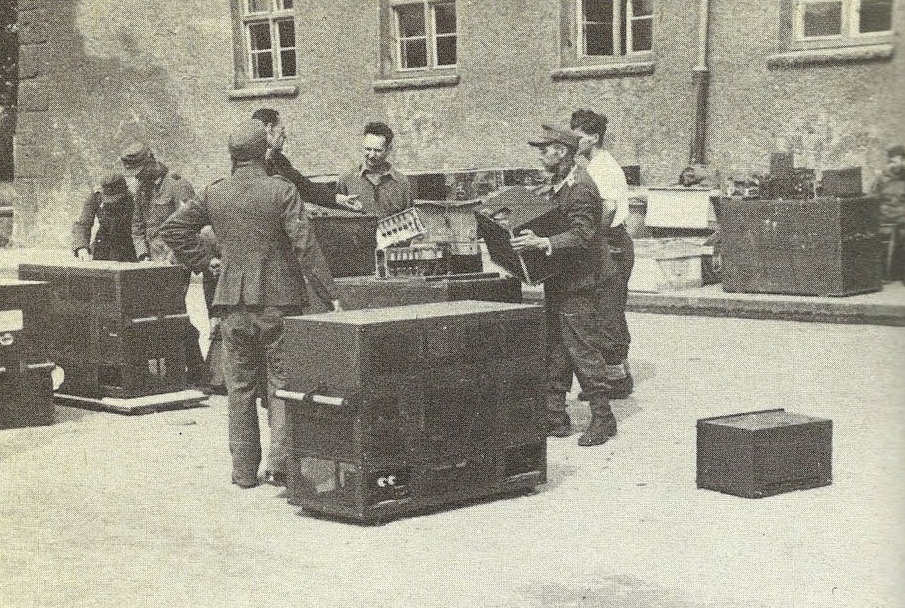
Des prisonniers allemands préparent le transport du « Russian Fish » vers l'Angleterre en juin 1945.

Peu avant la fin de la guerre, un Target Intelligence Committee (TICOM) fut chargé de déterminer quelles avaient été les performances des services cryptographiques des pays de l'Axe, et éviter que d'éventuels moyens « ne tombent en des mains non autorisées ». Une de ses équipes trouva le personnel et le matériel d'un service allemand de décryptage qui avait réussi à intercepter les messages soviétiques de plus haut niveau transmis par un radiotélétype multiplexé dit « Russian Fish ». Ce travail allemand semble avoir formé la base des interceptions américaines ultérieures des radiotélétypes soviétiques.

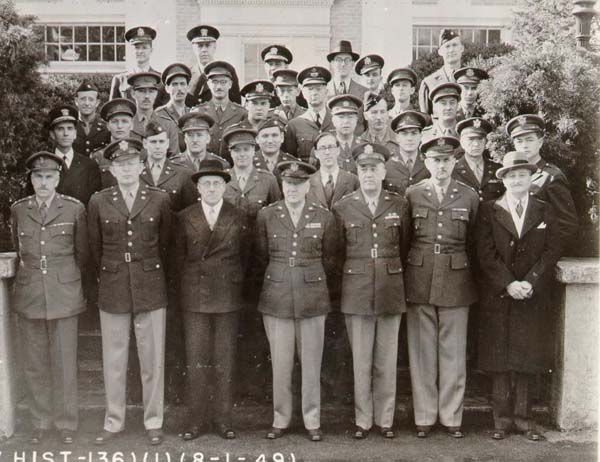
Officiers américains et britanniques à la signature de l'accord de coopération BRUSA (futur UKUSA) à Washington, le 5 mars 1946.

Après la fin de la guerre, les services cryptologiques furent massivement démobilisés. Leurs effectifs passèrent de 37 000 au moment de la capitulation du Japon à 7 500 en décembre 1945. Les effectifs restants s'attaquèrent à de nouveaux objectifs : l'URSS, les communistes chinois, la France et la Grèce. À la mi-1946, la moitié des rapports du service cryptologique de l'US Army étaient dérivés de l'interception de communications françaises. L'US Army avait créé une section ciblant l'URSS dès février 1943, et à la fin de la guerre, plus de 100 soldats et près de 200 marins travaillaient sur les communications soviétiques. À cette époque, les Américains et les Britanniques conclurent un accord verbal de coopération sur ce projet, qui reçut le nom de code Bourbon. C'est sur cette base que fut ultérieurement construit l'accord UKUSA. À partir de 1946, les cryptologues américains et britanniques parvinrent à « casser » plusieurs systèmes de chiffrement soviétiques importants. De cette année jusqu'au début 1949, plus de 12 500 messages de l'armée russe et plus de 21 000 messages de la marine soviétique furent ainsi décryptés. Parallèlement, une opération séparée, le projet Venona, aboutit au décryptage de télégrammes chiffrés du KGB envoyés plusieurs années auparavant, révélant notamment l'existence d'espions soviétiques au sein du projet Manhattan et les « cinq de Cambridge ».
Mais ces progrès furent rapidement contrés par une série de changements dans les systèmes et procédures de chiffrement soviétiques à partir de novembre 1947 et qui culminèrent en 1948. Les systèmes soviétiques que les Américains et Britanniques décryptaient furent changés les uns après les autres. Bien que les disparitions de ces systèmes s'étalèrent sur plusieurs mois, et qu'aucune n'eut lieu en fin de semaine, les cryptanalystes américains appelèrent le désastre « Black Friday » (« vendredi noir »). Bon nombre de communications importantes passèrent par câble au lieu de la radio, déjouant les interceptions. Sur les canaux radio restant utilisés, de nouvelles machines à chiffrer furent introduites, et les procédures de sécurité furent largement améliorées. Ce fut un désastre pour le renseignement américain, auquel il fallut six ans pour commencer à récupérer le terrain perdu.
La responsabilité du « Black Friday » a souvent été attribuée par les anciens de la NSA à William Weisband, un linguiste de l'AFSA travaillant sur le problème soviétique, qui fut suspecté en 1950 par le FBI d'avoir été un agent communiste ; le FBI ne put jamais déterminer si Weisband avait passé des informations aux Soviétiques. Son cas causa une certaine paranoïa dans la profession et contribua à l'attitude très restrictive de la NSA dans la diffusion de ses informations.

#### Armed Forces Security Agency (AFSA)
En 1947, l'Army et la Navy furent rejointes par une nouvelle armée, l'Air Force, qui ne tarda pas à créer son propre service cryptologique. Pendant ces années, plusieurs forces poussèrent vers une unification des services cryptologiques : le comité du Congrès sur l'attaque de Pearl Harbor, qui recommanda en 1946 une telle unification, des cryptologues qui sentaient le besoin de concentrer leurs moyens réduits, et le secrétaire de l'armée pour des raisons financières. Après une opposition initiale de la Navy et de l'Air Force, le secrétaire à la Défense créa l'Armed Forces Security Agency (AFSA) le 20 mai 1949, et la plaça sous les ordres du Joint Chiefs of Staff (JCS).
L'AFSA fut créée en lui transférant environ 80 % du personnel des services cryptologiques de l'Army et de la Navy affectés dans la zone de Washington, limitant ces derniers au rôle de collecte du renseignement sur le terrain. Mais cette structure laissait les stations d'écoutes sous l'autorité des services cryptologiques, l'AFSA n'ayant qu'une autorité indirecte sur eux. Le service de l'Air Force, lui, parvint à rester un service quasi indépendant. La rivalité interservices conduisit à la duplication d'efforts et à l'absence de coordination. Enfin, le fait que les décisions générales de l'AFSA devaient être votées à l'unanimité des services entraîna une paralysie du système. L'AFSA fut inefficace dès le départ et n'était qu'un service cryptologique de plus, sans apporter l'unification désirée du système cryptologique américain.
À la suite du « Black Friday », l'AFSA se concentra sur l'exploitation de communications soviétiques de bas niveau non chiffrées, qui devint la principale source de renseignement sur l'URSS et connut une forte expansion,. Cette expansion demandait une importante concentration sur l'URSS, au détriment des autres pays : fin 1949, plus de la moitié du personnel travaillait sur le « problème soviétique », et le nombre de personnes travaillant sur les pays d'Asie à l'AFSA était passé de 261 à 112.
Lorsque la Corée du Nord déclencha la guerre de Corée en juin 1950, l'AFSA n'avait personne travaillant sur ce pays, et n'avait ni linguiste ni dictionnaire coréens.

### Création

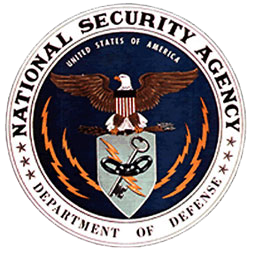
Insigne de la NSA de 1963 à 1966 (auparavant, la NSA utilisait l'insigne du département de la Défense).

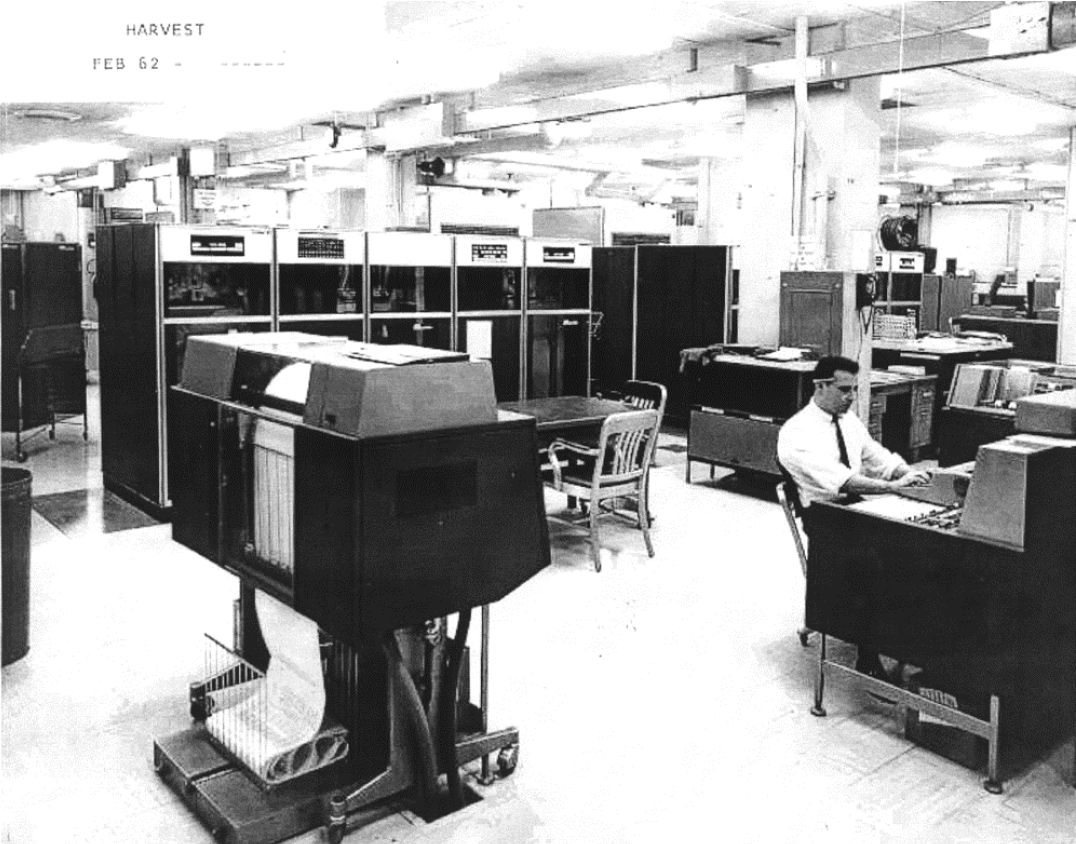
Un IBM 7950 Harvest spécialement créé par la NSA ; il servit de 1962 à 1976 dans cette agence.

Le 24 octobre 1952, le président Harry S. Truman signe un mémorandum classifié top secret qui ordonne une réorganisation des activités d'interception des télécommunications. La NSA est formellement créée sur ordre du secrétaire de la Défense le 4 novembre 1952 par renommage de l'AFSA.
Les missions de la NSA sont définies par la National Security Council Intelligence Directive no 6, selon les besoins et ordres du directeur du renseignement national. Bien qu'elle appartienne au département de la Défense, la NSA agit pour l'ensemble de l'Intelligence Community.
Contrairement à la CIA, fondée de manière très officielle, la NSA est restée très secrète, et son existence ne fut officiellement reconnue qu'en 1957. Cet épisode fit gagner à la NSA son premier surnom, « No Such Agency » (« Une telle agence n'existe pas ») par les journalistes.

### Opérations connues
Après la Seconde Guerre mondiale, la NSA a obtenu systématiquement des principales entreprises de télégraphie (RCA global, ITT World Communications et Western Union) l'accès aux messages circulant par câble (projet Shamrock). L'interception des télécommunications se faisait au départ par le collectage des copies papier de télégrammes, puis par la remise de bandes magnétiques. Selon la commission Church du Sénat américain (1975), la NSA sélectionnait environ 150 000 messages par mois, sur un total de 6 millions de messages par mois, pour en faire un compte rendu (soit 1 message sur 40). Des milliers de messages étaient transférés à d'autres agences de renseignement pour analyse. Lew Allen, alors directeur de la NSA, reconnaissait le 8 août 1975, devant la commission Pike, que « la NSA [interceptait] systématiquement les communications internationales, les appels téléphoniques comme les messages câblés », dont « des messages adressés à des citoyens américains ou émanant d'eux ».
La NSA a organisé un sabotage des systèmes de chiffrement de la compagnie suisse Crypto AG, lui permettant de lire le trafic de messages diplomatiques et militaires codés de plus de 130 pays. L'intervention de la NSA se faisait via le propriétaire-fondateur de la compagnie, Boris Hagelin, et impliquait des visites périodiques de « consultants » américains travaillant pour la NSA, dont Nora L. Mackebee.
Le Central Security Service (CSS) a été créé en 1972 pour centraliser les activités de renseignement d'origine électromagnétique de théâtre effectuées par les composantes cryptologiques des forces armées des États-Unis (Service Cryptologic Components ou SCC). Lors de cette réorganisation, les SCC étaient l'US Army Security Agency, l'US Naval Security Group et l'US Air Force Security Service. En 2012, ces SCC sont l'US Fleet Cyber Command, le Director of Intelligence de l'US Marine Corps, l'United States Army Intelligence and Security Command, l'US Air Force Intelligence, Surveillance, and Reconnaissance Agency, et le Deputy Assistant Commandant for Intelligence de l'US Coast Guard.
Au sein du département du Commerce des États-Unis, l'Office of Executive Support est chargé de disséminer à des firmes clés l'information obtenue à travers les agences de renseignement américaines.
La NSA, avec divers autres pays anglo-saxons, alliés dans le cadre du traité UKUSA, est à l'origine du système d'espionnage des communications Echelon. Depuis les années 1980, ce système est la principale source de renseignements de la NSA. Elle a été accusée, notamment à la suite d'un rapport de Duncan Campbell pour le Parlement européen, de s'occuper aussi d'espionnage industriel (ayant notamment fait échouer deux contrats Airbus).
Le IVe amendement de la Constitution des États-Unis et le Foreign Intelligence Surveillance Act (FISA) de 1978 interdisent aux agences gouvernementales d'espionner un citoyen américain sans mandat. Cependant, il est parfois difficile de déterminer, avec un système mondial automatisé d'interception comme Echelon, si une communication est destinée ou non à un citoyen américain. Pour contourner le IVe amendement, il a souvent été dit que la NSA pourrait demander à ses alliés étrangers les renseignements désirés sur des citoyens américains, même si, en principe, ceci est aussi interdit depuis le FISA et contraire au traité UKUSA.
En 1991, 12 tonnes de cocaïne appartenant au cartel de Cali sont saisies grâce à des informations fournies par la NSA. En 1994, lors des négociations du GATT entre les États-Unis et l'Union européenne, Echelon aurait été utilisé pour connaître la position des différents pays de l'Union européenne et la stratégie de la Commission européenne.
En 2005, sur ordre du président des États-Unis George W. Bush, elle a procédé à l'écoute d'une énorme quantité de conversations téléphoniques (ainsi que l'enregistrement d'informations comme la date et la durée des appels ou les numéros de téléphone impliqués), l'ordre n'étant, d'après certains, pas légalement valide. Pour la première fois, ces écoutes concernaient des appels à l'origine ou à destination des États-Unis, ce qui les rendent potentiellement illégales d'après les lois américaines.
En juin 2009 la NSA subit à nouveau une enquête du Congrès des États-Unis sur ses pratiques d'écoute électronique : elle aurait intercepté, sans surveillance ou autorisation judiciaire, plusieurs appels téléphoniques et plusieurs courriels de citoyens américains.
En juillet 2009 la NSA a dévoilé le projet de construction de l'Utah Data Center, un centre de traitement de données dont le coût final est estimé à 1,6 milliard de dollars,. Opérationnel depuis septembre 2013, ce centre d'interception des communications est décrit comme le plus important des États-Unis et vraisemblablement du monde.
En mai 2015 aux États-Unis, le Sénat rejette l'idée de limiter les pouvoirs de la NSA. La Chambre des représentants avait adopté une réforme interdisant à la NSA de collecter en masse des données aux États-Unis, réponse au scandale suscité par les révélations d'Edward Snowden. Il a manqué trois voix sur les 60 nécessaires.
En juin 2015 des documents internes de la NSA divulgués par WikiLeaks et publiés par le quotidien français Libération et le site Mediapart, révèlent une nouvelle affaire d'espionnage, baptisée FranceLeaks. Ces documents révèlent que la NSA a espionné entre 2006 et 2012 les conversations des présidents français Jacques Chirac, Nicolas Sarkozy et François Hollande, ainsi que de certains membres du gouvernement et conseillers,.
Fin juillet 2015 Wikileaks dévoile que les États-Unis ont espionné de hauts responsables du gouvernement et d'entreprises japonais telles que Mitsubishi, ainsi que le gouverneur de la banque centrale Haruhiko Kuroda, depuis au moins septembre 2006.
Le 30 mai 2021 la chaîne Danmarks Radio (DR) révèle que la NSA a utilisé sa collaboration avec les services de renseignement militaire danois, Forsvarets Efterretningstjeneste (FE), pour espionner des responsables politiques et des hauts fonctionnaires de 2012 à 2014 en Allemagne, en Suède, en Norvège et en France, en utilisant les câbles sous-marins de télécommunications danois. Selon l’hebdomadaire danois Weekendavisen « le Danemark est devenu une sorte de membre de facto et non officiel du club des Five Eyes (le regroupement des services de renseignement des cinq principaux pays anglophones) ».

### Attaques contre la NSA
Le 30 mars 2015 une fusillade éclate dans la matinée à l'entrée du quartier général de la NSA. Un homme est tué et un autre blessé.
En août 2016 un groupe de hackers The Shadow Brokers publie des cyberarmes appartenant à l’Equation Group, une unité de hacker d'élite de la NSA. Peu de temps après, le ministère américain de la justice annonce l’arrestation d'un homme, Harold Thomas Martin III, soupçonné d’avoir volé des données classées « top secret » alors qu’il travaillait pour un sous-traitant de la NSA, Booz Allen Hamilton.
Le 14 février 2018 une voiture tente de pénétrer dans l'enceinte de la NSA. Une fusillade éclate et trois personnes sont blessées. Les trois hommes présents dans la voiture sont arrêtés.

## Organisation

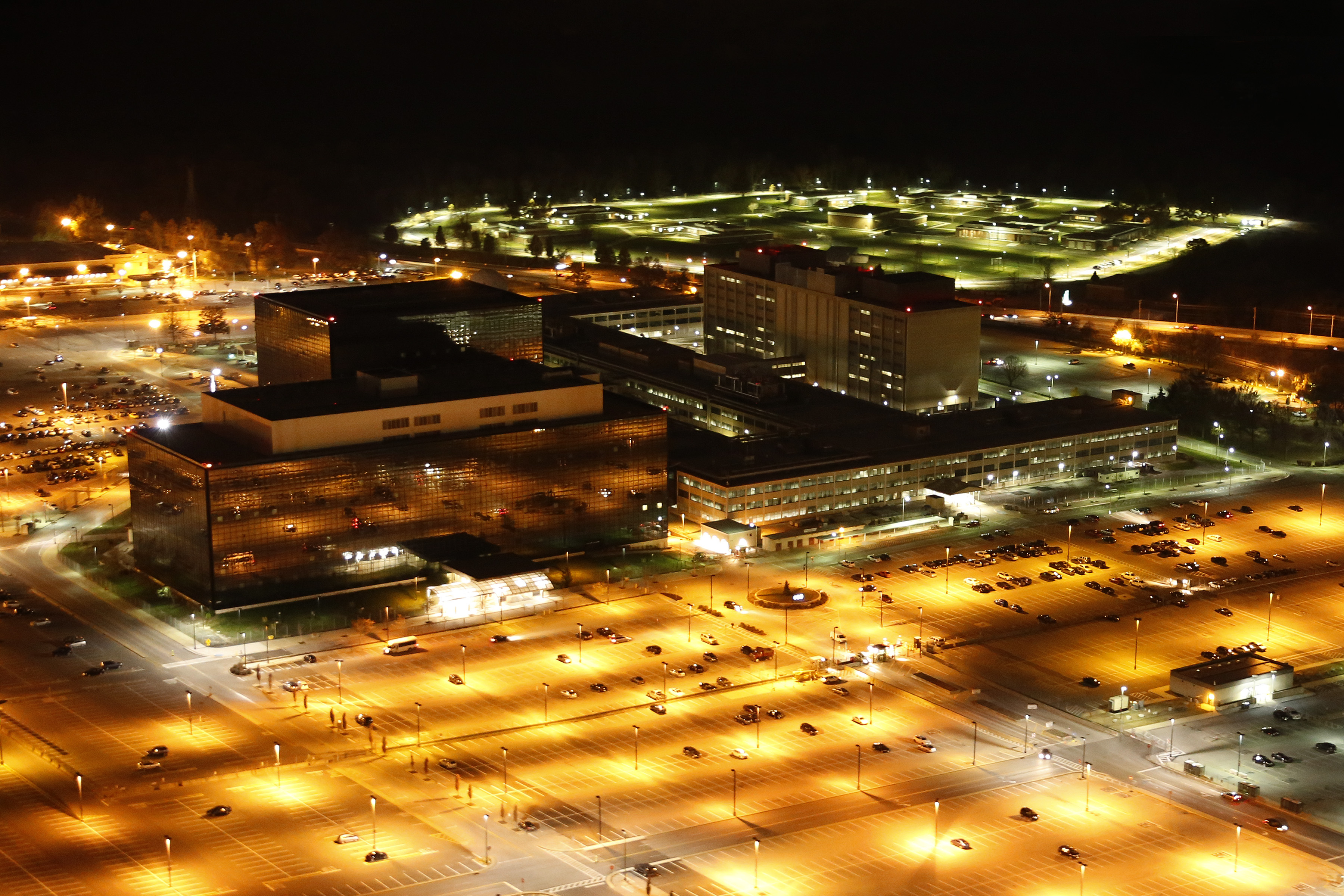
Quartier général de la NSA, le 14 novembre 2013.

En 1974 un livre intitulé La CIA et le culte du renseignement indique qu'elle a 24 000 employés et un budget de 1,2 milliard de dollars (5,36 milliards de dollars valeur 2011) et qu'elle est alors la seconde plus grosse agence de renseignement américaine derrière l'Air Intelligence Agency.
Selon certaines estimations, le quartier général de la NSA utilise à lui seul assez d'électricité pour alimenter quatre Earth Simulators (l'ordinateur le plus puissant connu à la date du 20 septembre 2002).
Son budget prévu pour 2012 était de 10,2 milliards de dollars américains, sur un programme de renseignement national s'élevant à 53 milliards. Ce budget ne comprend pas celui des services cryptologiques des armées, de programmes communs CIA-NSA, et de possibles programmes de renseignement militaire.
En dépit du fait qu'elle soit le plus grand employeur de mathématiciens et d'utilisateurs de superordinateurs au monde, qu'elle possède un grand nombre d'ordinateurs et un budget dépassant même celui de la CIA, l'agence a été remarquablement discrète jusqu'au dévoilement du réseau Echelon à la fin des années 1990. Les employés sont incités à se marier entre eux de façon à éviter les fuites.

### Effectifs
Les effectifs de la NSA ont considérablement varié au cours de son histoire, typiquement augmentant au cours des périodes de tensions de la guerre froide et diminuant lors des périodes de détente. Ses effectifs ont diminué avec la fin de la guerre froide puis augmenté depuis les attentats du 11 septembre 2001.
Dans les statistiques, il est important de distinguer les employés directs de la NSA du total comprenant aussi le personnel des services cryptographiques des différentes forces armées américaines :
| Année     | NSA           | Total         |
| --------- | ------------- | ------------- |
| 1952      | 8 760         | 33 010        |
| 1960      | 12 120        | 72 560        |
| 1970      | 19 290        | 88 600        |
| 1979      | 16 542        | 41 000        |
| 1989-1990 | 26 679 (1990) | 75 000 (1989) |
| 1996      | ~21 500       | ~38 000       |
| 2012      | 21 650        | 35 083        |

### Organigramme

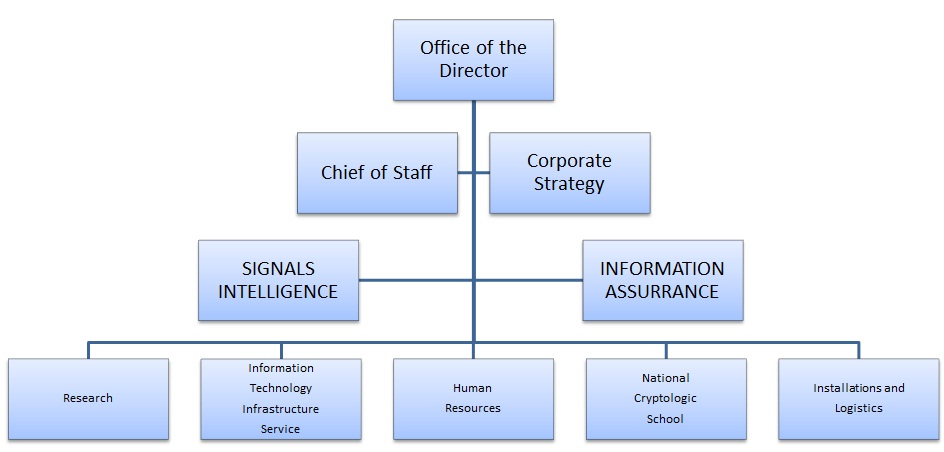
Organigramme de la NSA en 2001.

La NSA évite généralement de rendre publiques des informations sur son organisation interne. La Public Law 86-36 lui permet même de ne pas être obligée à communiquer des informations non classifiées sur son organisation.
À l'origine, la NSA était organisée en « lignes fonctionnelles ». En 1956, elle fut réorganisée en une structure géographique dont elle garda les grandes lignes pendant le reste de la guerre froide. Son Office of Production (PROD) était divisé en quatre divisions opérationnelles :
- ADVA (Advanced Soviet) : décryptage de chiffres soviétiques de haut niveau
- GENS (General Soviet) : traitement de chiffres soviétiques de moyen et bas niveau (principalement analyse de leur contenu)
- ACOM (Asian Communist) : traitement de chiffres des pays communistes asiatiques
- ALLO (All Others) : traitement de chiffres d'autres pays.

À la suite de la défection de Martin et Mitchell en 1960, les services de la NSA furent renommés et réorganisés. PROD devint le Directorate of Operations (direction des opérations, DO), chargé de la collecte et du traitement du SIGINT), qui était organisé en plusieurs « groupes » codés par une lettre et ayant chacun une spécialisation. Ses principaux groupes étaient :
- A Group (bloc soviétique)
- B Group (pays communistes asiatiques et Cuba)
- G Group (reste du monde)

À ses côtés existaient le Directorate of Technology (DT) qui développait les nouveaux systèmes pour le DO, le Directorate of Information Systems Security chargé de protéger les communications du gouvernement américain, le Directorate of Plans, Policy and Programs qui servait d'état-major de l'agence, et le Directorate of Support Services qui s'occupait des fonctions logistiques et administratives.
En 1992 à la suite de la dislocation de l'URSS, le A Group fut étendu pour couvrir toute l'Europe et l'ex-URSS, et le B Group absorba le G Group pour couvrir le reste du monde. En 1997, une autre réorganisation eut lieu, aboutissant à la création de deux groupes dont l'un se voulait adapté aux cibles transnationales : le M Group (Office of Geopolitical and Military Production) et le W Group (Office of Global Issues and Weapons Systems).
En février 2001 la structure de la NSA subit une nouvelle réorganisation importante avec la disparition des directions existantes depuis près d'un demi-siècle, remplacées par deux directions spécialisées dans les deux missions principales de la NSA, les autres services étant centralisés sous l'autorité du directeur de la NSA ou son chef de cabinet : le Signals Intelligence Directorate (SID) et l'Information Assurance Directorate (IAD).
En 2013 la NSA est décrite comme ayant cinq directions opérationnelles, trois centres opérationnels et plusieurs directions administratives :
- Signals Intelligence Directorate (SID) chargée du renseignement d'origine électromagnétique ;
- Information Assurance Directorate (IAD) chargée de la sécurité des systèmes d'information ;
- Research Directorate (RD) chargée de la recherche ;
- Technology Directorate (TD) chargée du développement ;
- Foreign Affairs Directorate (FAD) qui supervise les interactions avec des services de renseignement étrangers ;
- National Security Operations Center (NSOC) qui est le centre national de gestion de crise du renseignement électronique et de sécurité ;
- NSA/CSS Threat Operations Center (NTOC) qui est le principal centre d'alerte en matière de cybersécurité ;
- NSA/CSS Commercial Solutions Center (NCSC) établi pour gérer les interactions avec les compagnies commerciales et la recherche publique.

Le Signals Intelligence Directorate est organisé en trois entités. Le premier est le Directorate for Data Acquisition dont divers offices collectent les renseignements bruts. Le second est le Directorate for Analysis and Production qui est organisé en « lignes de produits » telles que la Counterterrorism Product Line sur le terrorisme et dont le rôle est d'analyser les renseignements bruts pour en tirer du renseignement fini. Le troisième est l'Enterprise Engagement Mission Management (E2M2, anciennement appelé Directorate for Customer Relationships) qui dissémine ce dernier,,.

### Installations

#### Allemagne
La NSA a des installations dans les villes de Berlin, Francfort-sur-le-Main, Stuttgart, Wiesbaden, Griesheim et Bad Aibling.

#### États-Unis

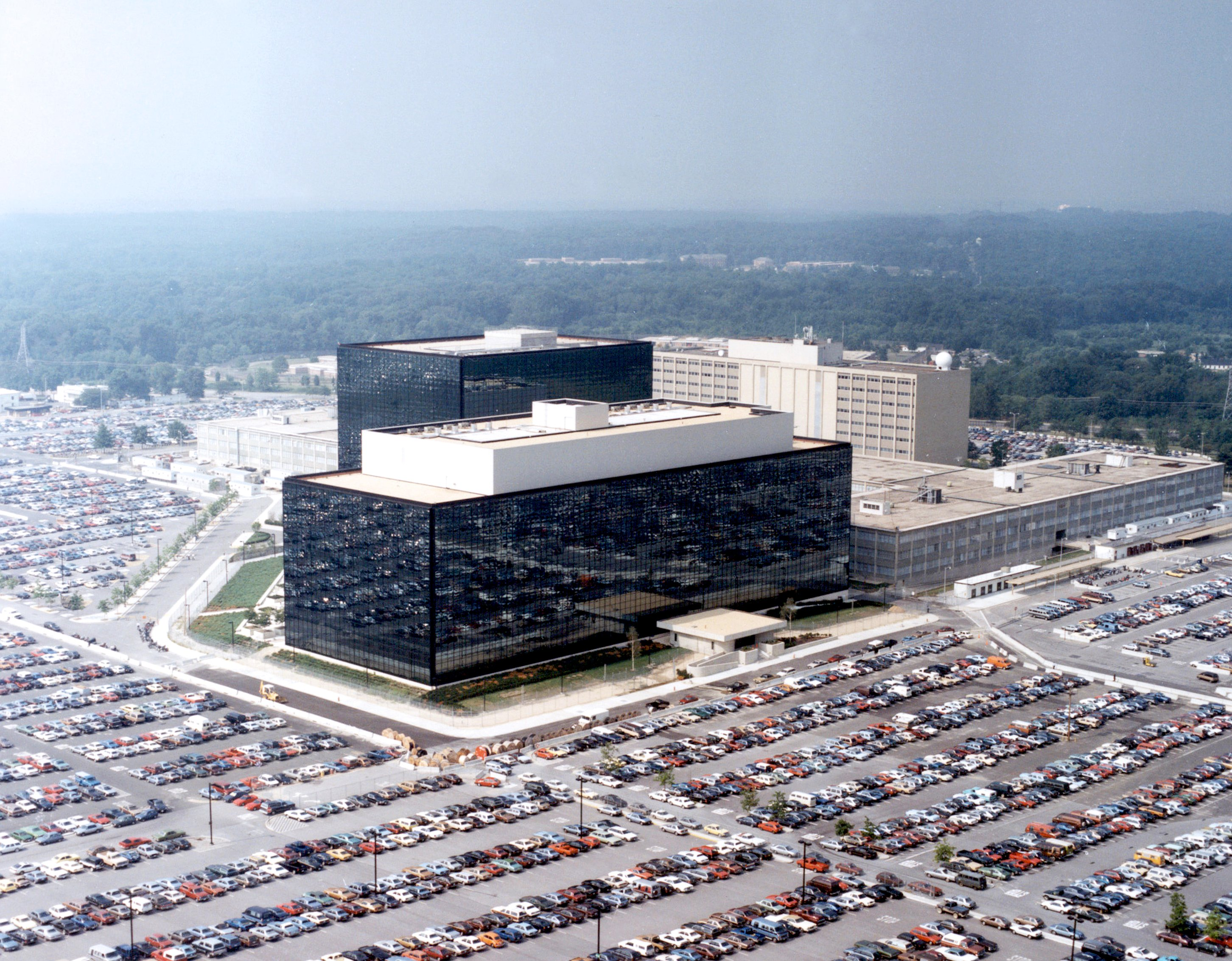
Quartier général de la NSA à Fort George G. Meade, Maryland, États-Unis.

Le quartier général de la NSA est situé depuis 1954 à Fort George G. Meade, 9800 Savage Road, Maryland, États-Unis, sur une base militaire de l'US Army à approximativement 16 kilomètres au nord-est de Washington. Il a sa propre sortie sur l'autoroute Baltimore-Washington Parkway, indiquée par le panneau « NSA: Employees Only » (« Réservée aux employés de la NSA »).
Fort Meade est également le siège d'autres entités comme la Defense Media Activity (en) (DMA), la Defense Information Systems Agency (DISA), le Defense Courier Service (en) (DCS) et l'United States Cyber Command (USCYBERCOM). Environ 11 000 militaires, 29 000 employés civils et 6 000 membres de leurs familles y résident. L'ensemble formé par le complexe de bâtiments de la NSA à Fort Meade et les autres installations de la NSA dans l'État du Maryland est appelé NSA/CSS Washington (NSAW). En janvier 2001, 13 475 employés civils travaillaient au NSAW.
Le système cryptologique américain s'organise autour de quatre centres cryptologiques principaux dits Global Net-centric Cryptologic Centers :
- NSA/CSS Georgia (NSAG) à Fort Gordon, en Géorgie
- NSA/CSS Texas (NSAT) ou Texas Cryptology Center (TCC) à Lackland Air Force Base, au Texas
- NSA/CSS Hawaii (NSAH) à Kunia, à Hawaï
- NSA/CSS Colorado (NSAC) à Buckley Air Force Base, Colorado

Ces centres traitent les communications interceptées de diverses manières, par des postes d'écoute situés à l'étranger, des satellites, ou depuis le 11 Septembre des postes d'écoute à l'intérieur des États-Unis.
Les données devraient être stockées dans un grand centre de traitement de données en cours de construction à Camp Williams dans l'Utah, nommé Intelligence Community Comprehensive National Cybersecurity Initiative (IC CNCI) Data Center ou Utah Data Center et qui devrait être achevé en octobre 2013.
La NSA a un programme de superordinateur pour la cryptanalyse dans la Multi-Program Research Facility (MPRF) ou Building 5300 du laboratoire national d'Oak Ridge.
Des Cryptologic Service Groups (CSG) sous l'autorité du directeur de la NSA servent d'interface avec les commandements militaires pour leur fournir un soutien en matière de SIGINT.

## Description des missions

### Collecte de renseignements par ondes électromagnétiques
La NSA utilise ou a utilisé de nombreux moyens de collecte de renseignement : interception de communications HF à l'aide d'antennes au sol (FLR-9 « cage à éléphants »), de communications type VHF/micro-ondes depuis des avions ou des satellites-espions, écoute de câbles sous-marins à l'aide de systèmes enregistreurs déposés par des sous-marins, l'accès autorisé par des opérateurs de télécommunications à leur trafic, et des méthodes clandestines.
Aux débuts de la NSA, les communications étaient dominées par les ondes HF, principalement en morse ou par radiotélétype. La propagation en haute fréquence permet des communications à grande distance malgré la présence d'obstacles ou au-delà de l'horizon. En conséquence, les signaux d'un émetteur HF peuvent être écoutés à très grande distance depuis une base sûre. Un des premiers efforts de la guerre froide fut de construire des sites d'écoute un peu partout autour de l'URSS. Les antennes utilisées étaient généralement des antennes rhombiques, connectées à des récepteurs analogiques. L'affichage de la fréquence ne fit son apparition sur les récepteurs que dans les années 1960.

### Infiltration du réseau Internet, des ordinateurs et des téléphones mobiles
En 2013, les révélations d'Edward Snowden mettent en lumière les opérations de surveillance électronique et de collecte de métadonnées menées à grande échelle sur le réseau Internet. La surveillance de citoyens américains divise la communauté légale aux États-Unis, étant jugée orwellienne par un juge de Washington et légale selon un juge de la Cour fédérale de New York. Selon un observateur, « ce nouveau rebondissement accroît la probabilité que la question de la légalité du programme de l'Agence américaine de sécurité soit, in fine, tranchée par la Cour suprême ». En février 2014, le New York Times révèle qu'un bureau d'avocats américain a été espionné alors qu'il représentait un pays étranger en litige commercial avec les États-Unis; l'opération d'espionnage a été menée par l'intermédiaire de l'Australie pour le compte de la NSA.
La NSA a aussi capté les communications des dirigeants de pays alliés, notamment Angela Merkel, François Hollande et Dilma Rousseff. En 2012 et en 2014, elle a utilisé un partenariat avec l’agence de renseignement de la défense danoise (FE) pour mettre sur écoute les câbles internet danois afin d’espionner des dirigeants, des hommes politiques de premier plan et des fonctionnaires de haut rang en Allemagne, en Suède, en Norvège et en France. Cette opération portant le nom de code « Opération Dunhammer » a permis d'espionner outre la chancelière allemande, le ministre allemand des affaires étrangères Frank-Walter Steinmeier, et le chef alors de l’opposition allemande, Peer Steinbrück.
La surveillance des câbles sous-marins de télécommunications est stratégique pour la NSA, sachant que 99 % du trafic internet passe par ces câbles dont 80 % du flux transite par les États-Unis quel qu'en soit sa destination.
Depuis février 2013, à l'aide du programme baptisé QuantumInsert, la NSA a réussi à pénétrer dans le réseau informatique gérant le câble sous-marin SEA-ME-WE 4 qui achemine les communications téléphoniques et internet depuis Marseille vers l'Afrique du Nord, les pays du Golfe et l'Asie.
Sur un document d'avril 2013, on apprend que la NSA s'intéresse en France aux entreprises et aux particuliers, par exemple, les adresses de messagerie, de l'entreprise franco-américaine stratégique Alcatel-Lucent qui emploie 70 000 personnes et œuvre dans le secteur sensible de l'équipement des réseaux de communication, et de Wanadoo, l'ancienne filiale d'Orange, qui compte encore 4,5 millions d'utilisateurs, ont été espionnées.
Le 16 janvier 2014, la société Orange, qui est une des 16 entreprises gérant le réseau lié au câble sous-marin SEA-ME-WE 4, annonce qu'elle portera plainte contre X pour des faits « d’accès et maintien frauduleux dans un système de traitement automatisé de données ». Belgacom, un opérateur belge de téléphonie, a également été massivement piraté, ainsi que l'ordinateur de son consultant en cryptographie, le professeur Quisquater.
À l'aide des outils dénommés Feed through, Gourmet through et Jet plow, la NSA a aussi réussi à insérer des « implants » dans les serveurs de différents constructeurs, dont Cisco, Dell et Huawei. Parmi de nombreux autres outils, on mentionne : Dropout jeep, qui permet de récupérer des informations dans un iPhone; Monkey calendar envoie par SMS la géolocalisation du téléphone sur lequel il est installé; Rage master capte les informations transmises à l'écran de l'ordinateur par câble VGA. Les ingénieurs de la NSA analysent également les rapports d'erreur automatiquement envoyés par le système d'opération Windows afin de déterminer les faiblesses spécifiques d'un ordinateur visé par le service. L'agence a aussi intercepté des ordinateurs neufs avant leur livraison pour y installer des systèmes espions.
Devant les réactions extrêmement critiques que ces pratiques d'espionnage ont suscitées dans les pays touchés, le président Obama annonce, le 17 janvier 2014, quelques mesures d'encadrement au programme de collecte de métadonnées, qui ne sera désormais possible que sur autorisation d'un juge. Il demande notamment à la NSA de cesser d'espionner les dirigeants de pays alliés.
Ces mesures ne couvrent toutefois qu'une infime partie des activités de la NSA et ne mettent pas en cause le programme Bullrun, qui vise à affaiblir les technologies de chiffrement grand public. Le 18 janvier 2014, Obama précise que l'agence va « continuer à s'intéresser aux intentions des gouvernements de par le monde », mais que cela ne devrait pas inquiéter les pays alliés. Ce discours déçoit les eurodéputés, qui demandent à entendre Edward Snowden.
En juin 2014, Obama s'engage à modifier l'US Privacy Act de façon à étendre aux citoyens européens le degré de protection de la vie privée dont jouissent les citoyens américains.
Le 2 septembre 2020, la cour d'appel des États-Unis pour le neuvième circuit a jugé illégal et potentiellement anticonstitutionnel le programme d'écoute et de collecte des données et métadonnées téléphoniques de la NSA,. Elle a ajouté qu'il n'y avait aucune preuve de son utilité dans le cas de la lutte anti-terroriste.

### La question du renseignement économique
En 1999, une enquête sur plusieurs années du Parlement Européen souligne l'implication de la NSA dans l'espionnage économique ("NSA's role in economic espionage in a report entitled 'Development of Surveillance Technology and Risk of Abuse of Economic Information'"), citant alors un expert de la Federation of American Scientists qui qualifie le rôle de la NSA dans l'espionnage économique de « très significatif ».

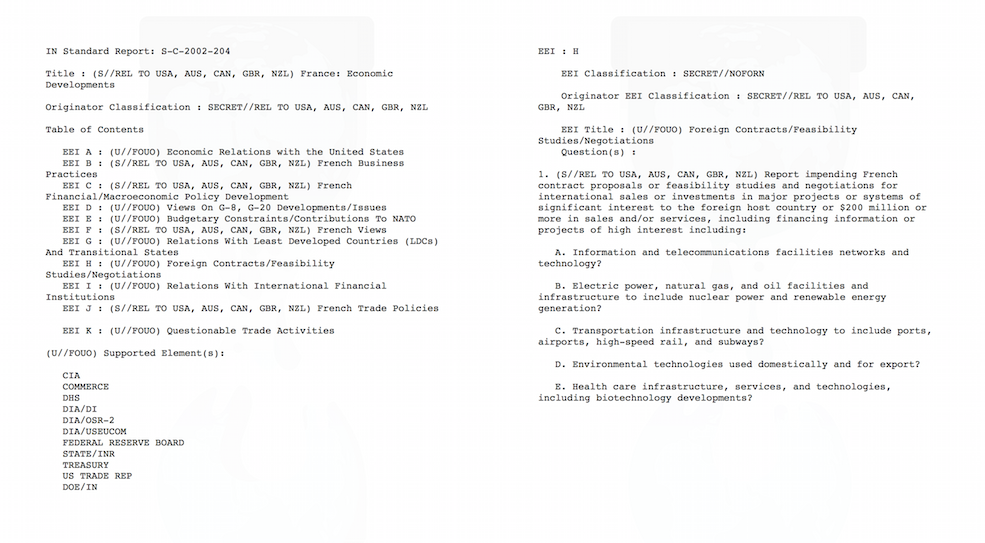
Note secrète de la NSA concernant l'espionnage économique de la France.

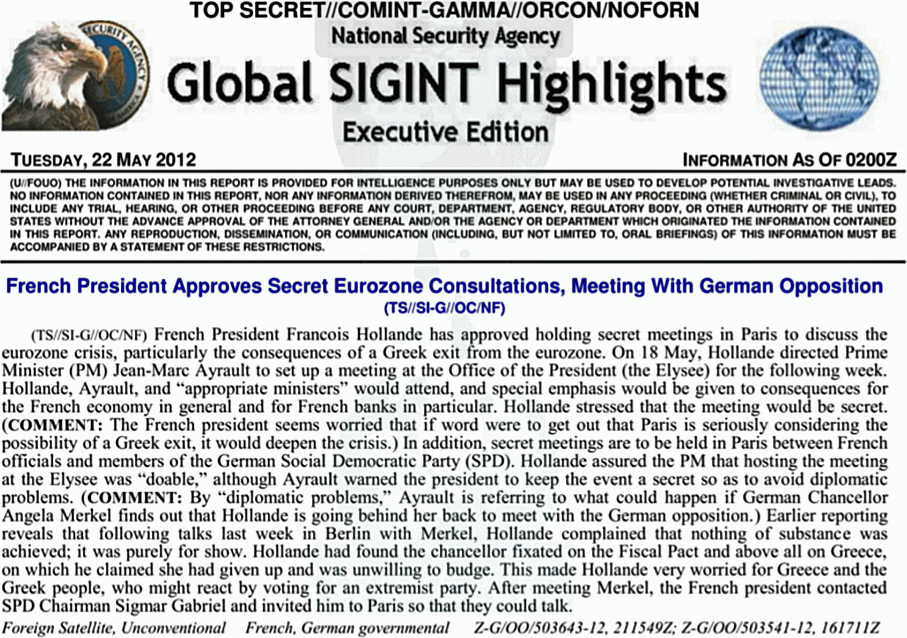
La NSA a espionné le président François Hollande : rapport d’analyse de la NSA faisant état de conversations téléphoniques entre François Hollande et son Premier ministre.

Des documents classifiés divulgués par WikiLeaks le 29 juin 2015, confirment que l'espionnage économique exercé par les États-Unis à l'aide du réseau Echelon après la Guerre froide, a pris en 2002 une dimension massive et industrielle. À cette date, les moyens colossaux d’interception et de surveillance déployés dans la lutte contre le terrorisme apparaissent démesurés par rapport à leurs cibles, et l'administration américaine décide de faire de la NSA le bras armé des États-Unis dans la guerre économique.
Concernant la France, une note secrète baptisée « France : développements économiques » datée de 2002, expose la doctrine de la NSA en matière d'espionnage économique, qui consiste à recueillir toutes les informations pertinentes sur :
- les pratiques commerciales françaises,
- les relations entre le gouvernement français et les institutions financières internationales,
- l’approche des questions liées au G8 et au G20,
- les grands contrats étrangers impliquant la France.

Ce dernier point, détaillé dans une sous-section intitulée « Contrats étrangers-études de faisabilité-négociations », consiste à récupérer toutes les informations possibles sur les contrats d’envergure impliquant des entreprises françaises, notamment ceux dépassant les 200 millions de dollars. Les secteurs stratégiques suivants sont visés par la NSA :
- technologies de l’information et des télécommunications,
- énergie électrique, gaz naturel, pétrole, nucléaire, énergies renouvelables,
- infrastructures et technologies des systèmes de transport, y compris les ports, aéroports, trains à grande vitesse et métro,
- technologies de l'environnement à usage domestique ou destinées à l'export,
- infrastructures, services et technologies de santé et de soins, y compris les progrès des biotechnologies.

Toutes les informations recueillies sont destinées à être ensuite partagées avec les principales administrations américaines : la CIA, le département de la Sécurité intérieure, le département du Commerce, le département de l’Énergie, l'agence du renseignement de la Défense, la Réserve fédérale, le département du Trésor et le Commandement des forces américaines en Europe.
La révélation de ces rapports secrets de la NSA apportent pour la première fois la preuve qu'un espionnage économique massif de la France est opéré par le plus haut niveau de l'État américain,.

### Fichage mondial des individus et reconnaissance faciale
Pour des motifs de prévention du terrorisme, la NSA aurait espionné les flots de données chez des opérateurs mondiaux comme Google ou Yahoo. Ces accusations ont été rejetées par le directeur de la NSA, qui souligne que ce genre d'opération serait illégal.
La NSA recueillerait quotidiennement quelque 55 000 photos d'individus afin de constituer une gigantesque base de données et d'affiner un système de reconnaissance faciale permettant de reconnaître et d'identifier avec un certain degré de précision le visage de n'importe quel individu sur des photos ou des vidéos.

### Traitement des renseignements

#### Superordinateurs
Pour déchiffrer les messages qu'elle capte, la NSA a besoin d'une puissance de calcul importante. C'est pourquoi elle dispose d'un grand nombre de superordinateurs pour lesquels elle participe à la recherche et développement.
| Type d'ordinateur       | Puissance (en gigaFlops) |
| ----------------------- | ------------------------ |
| Cray T3E-1200E LC1900   | 2 280,00                 |
| Cray T3E-900 LC1324     | 1 191,60                 |
| Cray SVI-18/576 (-4Q02) | 1 152,00                 |
| SGI 2800/250-2304       | 1 152,00                 |
| HP SuperDome/552-512    | 1 130,50                 |
| Cray T3E-1350 LC800     | 1 080,00                 |
| SGI 3800/400-1064       | 851,20                   |
| Cray T3E-1200E LC540    | 648,00                   |
| Cray T3E-1200E LC540    | 648,00                   |
| Cray T3E-1200E LC540    | 648,00                   |
| Cray T3E-1200 LC404     | 484,80                   |
| Cray T3E-1200 LC284     | 340,80                   |
| Cray X1-6/192 (+1Q03)   | 1 966,08                 |
| Total                   | 13 572,98                |

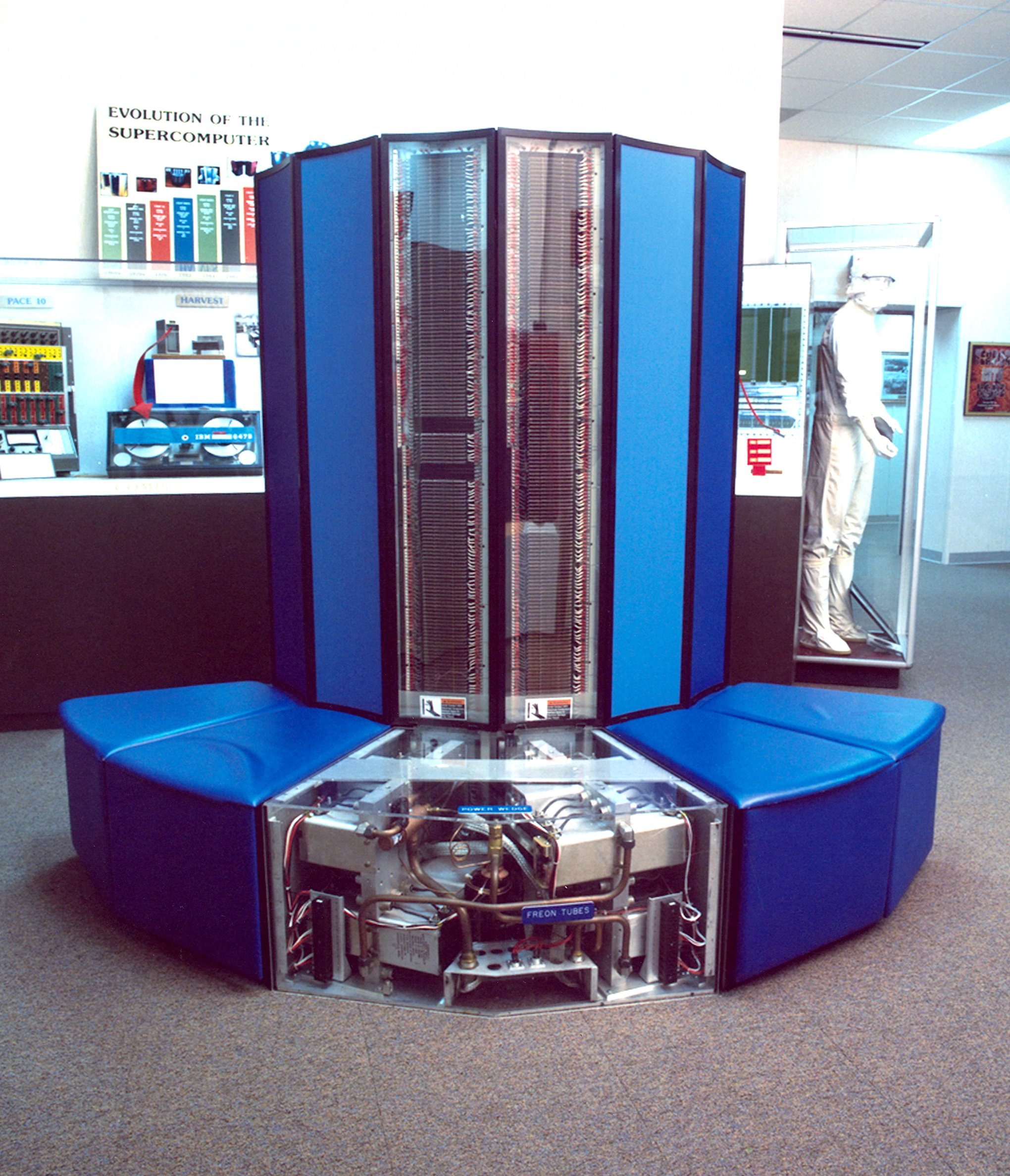
Le Cray X-MP/24, superordinateur utilisé par la NSA de 1983 à 1993 et désormais exposé au National Cryptologic Museum.

De par la nature secrète de la NSA, il est difficile de contrôler la véracité de ces informations.

#### Recherche en matière de calculateur quantique
La NSA finance ou a proposé de financer divers projets de recherche en matière de calculateur quantique, jusqu'à des laboratoires de l'université d'Orsay. En 2014, les révélations d'Edward Snowden confirment que la NSA cherche à construire une machine à décrypter universelle grâce à un ordinateur quantique, dont la puissance de calcul serait sans commune mesure avec les ordinateurs courants.

### Protection des systèmes d'information
La NSA a aussi pour rôle la protection des informations et des systèmes d'information du gouvernement américain.
Dans le cadre de sa mission de sécurisation des ordinateurs du gouvernement des États-Unis, la NSA a contribué à plusieurs logiciels libres en fournissant plusieurs patches, notamment pour Linux (Security-Enhanced Linux) et OpenBSD.
À la suite de la National Strategy to Secure Cyberspace lancée en 2003, la NSA collabore avec le département de la Sécurité intérieure pour encourager la recherche et l'innovation en matière de cybersécurité. La NSA en partenariat avec la Mitre Corporation, le National Institute of Standards and Technology et des entreprises privées dont Symantec, McAfee et Intel, encourage les compagnies de technologies de l'information à utiliser les Security Content Automation Protocols (SCAP) pour automatiser l'évaluation et la gestion des vulnérabilités de systèmes. À partir de 2005, la NSA a travaillé avec Microsoft pour définir des configurations de sécurité sur Windows XP, Vista, Internet Explorer et les pare-feu Microsoft. La NSA a également aidé à définir le guide de sécurité de Windows 7.

## Contributions à l'économie et à la recherche
La NSA a participé à la recherche, développement et industrialisation de nombreux secteurs liés à ses activités.
Par exemple, la NSA a participé au développement du premier superordinateur imaginé par Seymour Cray en 1977 et dans les années 1980, lorsque les entreprises électroniques américaines choisiront de recourir presque exclusivement aux composants japonais alors plus compétitifs, elle décide de fabriquer elle-même, avec l'aide de National Semiconductor, les composants nécessaires à ses propres ordinateurs.
En septembre 2011, la NSA a légué l'un de ces « système de base de données », Accumulo, à la fondation Apache.

## Directeurs
Le directeur de l'Armed Forces Security Agency (AFSA) était le prédécesseur du directeur de la NSA entre 1949 et 1952.
- mai 1949 - juillet 1951 : RADM Earl E. Stone (en), USN
- juillet 1951 - novembre 1952 : Lt Gen Ralph J. Canine, US Army

Le directeur de la NSA est également chef du Central Security Service (CSS) et commandant du United States Cyber Command (USCYBERCOM), depuis leurs créations respectives en 1971 et 2010.

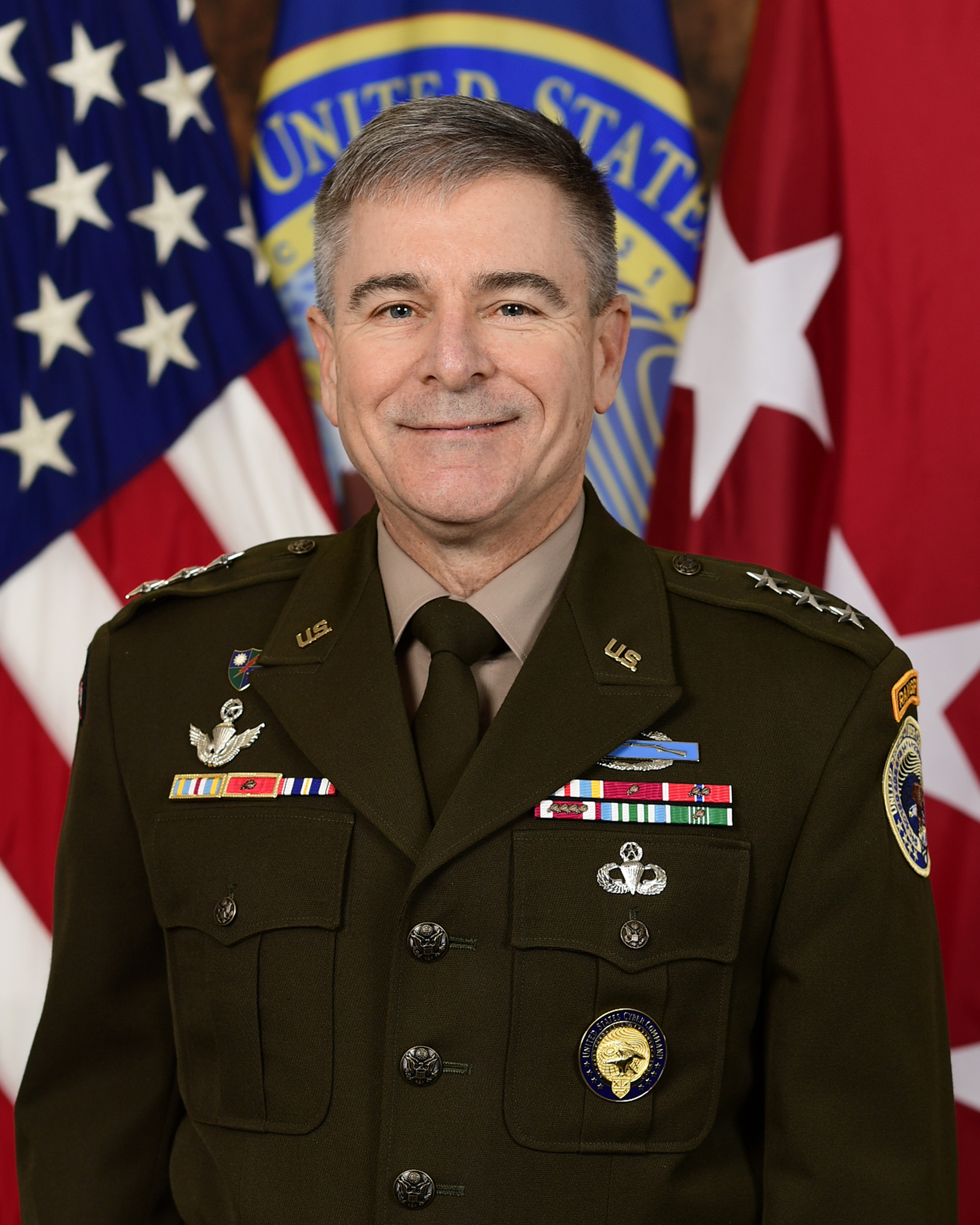
William J. Hartman, actuel directeur de la NSA (par intérim).

- novembre 1952 – novembre 1956 : Lt Gen Ralph J. Canine, US Army
- novembre 1956 – novembre 1960 : Lt Gen John A. Samford, USAF
- novembre 1960 – janvier 1962 : VADM Laurence H. Frost, USN
- janvier 1962 – juin 1965 : Lt Gen Gordon A. Blake, USAF
- juin 1965 – août 1969 : Lt Gen Marshall S. Carter, US Army
- août 1969 – août 1972 : VADM Noel Gayler, USN
- août 1972 – août 1973 : Lt Gen Samuel C. Phillips USAF
- août 1973 – juillet 1977 : Lt Gen Lew Allen USAF
- juillet 1977 – avril 1981 : VADM Bobby Ray Inman, USN
- avril 1981 – mai 1985 : Lt Gen Lincoln D. Faurer, USAF
- mai 1985 – août 1988 : Lt Gen William E. Odom, US Army
- août 1988 – mai 1992 : VADM William O. Studeman, USN
- mai 1992 – février 1996 : VADM Mike McConnell, USN
- février 1996 – mars 1999 : Lt Gen Kenneth A. Minihan, USAF
- mars 1999 – avril 2005 : Lt Gen Michael V. Hayden, USAF
- avril 2005 – mars 2014 : Gen Keith B. Alexander, US Army
- avril 2014 – mai 2018 : ADM Michael S. Rogers, USN
- mai 2018 - février 2024 : Gen Paul M. Nakasone, US Army
- février 2024 - avril 2025 : Gen Timothy D. Haugh (en), USAF

Le directeur adjoint (deputy director) de la NSA est typiquement un civil de carrière.
- août 1956 : M. Joseph H. Ream
- octobre 1957 : Dr H. T. Engstrom
- août 1958 : Dr Louis W. Tordella
- avril 1974 : M. Benson K. Buffham
- mai 1978 : M. Robert E. Drake
- avril 1980 : Mme Ann Z. Caracristi
- juillet 1982 : M. Robert E. Rich
- juillet 1986 : M. Charles R. Lord
- mars 1988 : M. Gerald R. Young
- juillet 1990 : M. Robert L. Prestel
- février 1994 : M. William P. Crowell
- octobre 1997 : Mme Barbara A. McNamara
- juin 2000 : M. William B. Black, Jr.[107]
- août 2006 : M. John C. Inglis[108]
- janvier 2014 : M. Richard Ledgett
- février 2017-2023 : M. George C. Barnes
- 2023-2025 : Wendy Noble

## Réticences

### L'ACLU et la Wikimedia Foundation face à la NSA

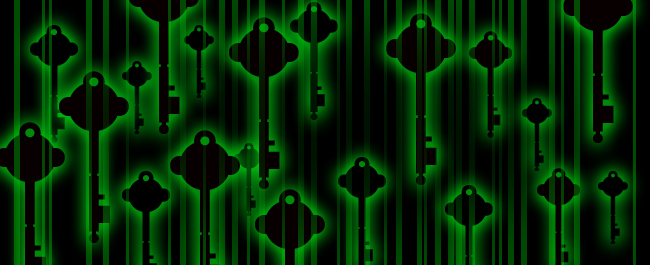
Image illustrant l'article du blog Wikimédia annonçant l'utilisation du protocole HTTPS : Green_Keys.jpg, Electronic Frontier Foundation (eff.org) graphic created by EFF Senior Designer Hugh D'Andrade.

Le 10 mars 2015, l'Union américaine de défense des libertés (ACLU) dépose une plainte au nom d'Amnesty International USA, de Human Rights Watch (HRW) et de sept autres organisations non-gouvernementales, médiatiques et juridiques, dont la fondation Wikimedia, à l'encontre de la NSA, l'accusant d'avoir « dépassé l'autorité que le Congrès lui confère ». La plainte argue que les droits constitutionnels des plaignants sont violés, en particulier le premier amendement qui protège la liberté de parole et de la presse, et le 4e Amendement qui interdit « les perquisitions et les saisies injustifiées ». Lila Tretikov, directrice de la Fondation Wikimedia, déclare alors : « Wikipédia est fondé sur la liberté d'expression, d'enquête et d'information. En violant la vie privée de nos usagers, la NSA menace la liberté intellectuelle qui est centrale pour la capacité de créer et de comprendre le savoir ».
Le 12 juin 2015, la Wikimedia Foundation annonce l'utilisation du protocole de communication HTTPS pour tout le trafic Wikimedia, dans l'optique de contrer la surveillance de masse exercée par la NSA, qui profite en particulier des insuffisances du protocole de communication HTTP en matière de sécurité,.

### Les géants du Net et «l'effet Snowden»
Les documents de la NSA fournis par Snowden ont aussi mis en lumière le rôle joué, volontairement ou involontairement, par certains acteurs majeurs d'Internet dans la collecte des données personnelles des utilisateurs de leurs produits et services. Parmi les plus importantes compagnies américaines citées dans les documents de la NSA, un certain nombre se sont montrées particulièrement embarrassées par ces révélations. Pour contrer les effets négatifs de ces révélations sur leur image, ces compagnies ont été contraintes de réagir en cherchant à se démarquer de cette implication dans l'espionnage de leurs utilisateurs, par le biais d'un certain nombre d'annonces publiques.
En premier lieu, dans une lettre ouverte envoyée en novembre 2013 à des responsables des commissions de la Justice de la Chambre et du Sénat, six grands groupes américains de la technologie (Google, Apple, Microsoft, Facebook, Yahoo! et AOL) pressent le Congrès des États-Unis de contrôler davantage la NSA, en exigeant plus de transparence sur la surveillance et plus de protection de la vie privée. Cette initiative, baptisée « campagne de réforme de la surveillance gouvernementale », sera rejointe par les sociétés Dropbox, Evernote, Linkedin et Twitter.
L'année suivante, la société Google, après que son président a déclaré « scandaleuse » l'interception par le gouvernement américain des données des utilisateurs de son moteur de recherche, annonce en mars 2014 le renforcement du chiffrement du trafic lié à sa messagerie Gmail. En juin 2014, c'est au tour du navigateur Chrome de faire l'objet de l'annonce d'une nouvelle extension baptisée End-to-end, destinée à chiffrer les communications de bout en bout pour améliorer leur sécurité. En septembre 2014, Google informe qu'il proposera un système de chiffrement rendant impossible le déverrouillage des téléphones sous Android par les forces de police.
De son côté, la société Yahoo! indique en août 2014 la mise en place du même niveau de chiffrement que Gmail pour les courriels de sa messagerie Yahoo! Mail.
La compagnie multinationale Apple publie en septembre 2014 une lettre ouverte de son PDG « au sujet de l'engagement d'Apple pour votre vie privée », se concluant par « Pour finir, je veux être absolument clair sur le fait que nous n'avons jamais travaillé avec aucune agence gouvernementale d'aucun pays pour insérer une porte dérobée dans aucun de nos produits ou de nos services. Nous n'avons jamais autorisé non plus aucun accès à nos serveurs. Et nous ne le ferons jamais. » Dans la foulée, la firme annonce une série de mesures destinées à protéger la vie privée de ses clients, à l'occasion de la sortie de son système d'exploitation iOS 8 pour iPad et iPhone.
Ces nouvelles politiques de protection des données entraînent de sévères critiques de la part du directeur du FBI, qui s'inquiète que ces entreprises « puissent délibérément faire la promotion de quelque chose qui mette les gens au-dessus des lois », tout en soulignant que des discussions sont en cours avec Apple et Google pour qu'ils changent leur politique de sécurité.

## Dans la culture populaire
La NSA est restée extrêmement discrète pendant son existence. Elle est cependant plus largement connue depuis la fin des années 1990, de même qu'Echelon. La NSA, la collaboration selon le pacte UKUSA et le réseau Echelon sont souvent confondus par le public.

### Dans la fiction
La NSA est de plus en plus fréquemment citée dans des œuvres de fiction, remplaçant la CIA, peut-être trop célèbre, pour attirer le public. Toutefois, la plupart de ces œuvres exagèrent le rôle de la NSA, entre autres en négligeant le fait que la NSA ne s'occupe que du renseignement d'origine électromagnétique (SIGINT), et que c'est la CIA qui est chargée du renseignement humain (HUMINT) et des opérations clandestines.

#### Cinéma
- Le film Les Experts (Sneakers, 1992), de Phil Alden Robinson, est un des premiers à évoquer des agents de la NSA. Elle est également mentionnée dans Will Hunting (1997), voir plus bas.

Par la suite, les apparitions de la NSA deviennent très courantes. On peut citer parmi les plus marquantes :
- En 1998, deux films, Ennemi d'État et Code Mercury, évoquent la NSA, sous une vision peu positive (l'agence apparaît hors de contrôle et cherche à tuer des personnes menaçant son travail de déchiffrement).
- La série télévisée Numb3rs où le personnage principal, le mathématicien Charlie Eppes, est lui-même consultant pour la NSA.
- Le film Will Hunting, où le personnage principal refuse un poste à la NSA, affrimant que ses agents massacrent des innocents après avoir déchiffré des messages secrets.
- La série télévisée 24 heures chrono (saison 2, 2002), et aussi dans la saison 8, où après un attentat contre l'agence anti-terroriste CTU (qui est désactivée), Jack Bauer fait appel à la NSA.
- Le film Meurs un autre jour, où Halle Berry interprète un agent de la NSA (2002).
- Le film XXX où Vin Diesel interprète Xander Cage, un agent atypique de la NSA (2002).
- La série télévisée Jake 2.0 (à partir de 2003) où Jake travaille pour la NSA. Bien que ce soit de la pure fiction, on y retrouve la NSA et son siège.
- La série télévisée Sept jours pour agir, où le héros voyage dans le temps.
- La série télévisée Prison Break, où un analyste de la NSA récupère une conversation téléphonique de la présidente Caroline Reynolds avec son frère Terrence Steadman.
- La série télévisée Burn Notice où la NSA et le CSS sont mentionnés à plusieurs reprises.
- La série télévisée Commander in Chief, où la NSA apparaît quelquefois auprès du personnage principal, la présidente fictive des États-Unis ; elle est aussi très souvent mentionnée au cours des 18 épisodes de la série.
- La série télévisée Stargate SG-1, où il est souvent fait référence aux satellites de la NSA utilisés pour rechercher des Goa'uld cachés sur Terre.
- La série télévisée Chuck, où Chuck Bartowski est accompagné par John Casey, un agent de la NSA.
- Dans la série télévisée Le Retour de K 2000 (Knight Rider 2008), le Centre de Knight Industries Recherches et Développement a de nombreuses relations avec la NSA (bases de données par exemple), notamment avec le projet K.A.R.R. Ainsi, l'agent Carrie Rivai a pour père un agent à la retraite de la NSA.
- Dans Les Simpson, le film, la NSA intercepte une communication entre Homer et Marge, la famille étant recherchée par le gouvernement.
- Dans le film Conspiracy (Echelon Conspiracy), le réseau Echelon est utilisé pour envoyer des messages sur des téléphones portables de façon anonyme.
- Dans le film Snowden où le réalisateur Oliver Stone retrace la vie d'Edward Snowden.
- Dans la série télévisée Scandal, Jake Ballard (sous les traits de Scott Foley est le directeur de la NSA.
- Dans les films La Chute de la Maison-Blanche (2013) et La Chute de Londres (2016), Ray Monroe (joué par Sean O'Bryan) est le directeur adjoint de la NSA.
- Dans l'avant dernier épisode de la saison 5 de la série télévisée Person of Interest, John Reese et Sameen Shaw s'infiltrent dans les locaux de la NSA pour retrouver Harold Finch.
- Dans la saison 11 de NCIS, l'agent Eleanor « Ellie » Bishop vient de l'agence de la NSA.

#### Litérature
- Gloria Naylor, 1996, Third World Press, 2005[115].
- Le roman Phaenomen de Erik L'Homme, dans lequel se trouvent des extraits du Monde sous surveillance, par Phil Riverton (auteur et œuvre imaginaire mais informations bien réelles).
- Le roman de science-fiction de Dan Brown, Forteresse digitale, qui implique la section de cryptologie de la NSA.

#### Bande dessinée
- Dans la bande dessinée XIII, la NSA est citée pour la première fois dans l'album Trois Montres d'argent (tome 11, 1995), mais, dirigée par son machiavélique directeur Frank Giordino, ses agents tiennent un rôle de premier plan à partir du tome 13 (1999).

#### Jeux vidéos
- Dans le jeu vidéo Perfect Dark, Trent Easton est le directeur de la NSA, il est chargé de protéger le président des États-Unis.
- Dans le jeu vidéo 007 : Quitte ou double, l'agent Mya Starling est un agent de la NSA.
- Le jeu vidéo Deus Ex où l'on peut trouver bon nombre de références à la NSA.
- La série de jeux vidéo Splinter Cell (à partir de 2003)

### Surnoms
La NSA a reçu un grand nombre de surnoms, en particulier dus à sa très grande discrétion :
- SIGINT City, sobriquet couramment utilisé dans le monde du renseignement américain ;
- Crypto City (« ville » de la cryptologie) ;
- The Puzzle Palace, titre d'un des premiers livres écrits sur la NSA par James Bamford en 1983 ;
- No Such Agency (« Une telle agence n’existe pas ») ;
- Never Say Anything (« Ne jamais rien dire » ou « Ne dites rien ») ;
- National Spy Agency (« L'Agence Nationale d'Espionnage ») ;
- No Secret Allowed (« Pas de secret autorisé »).